# STANAG

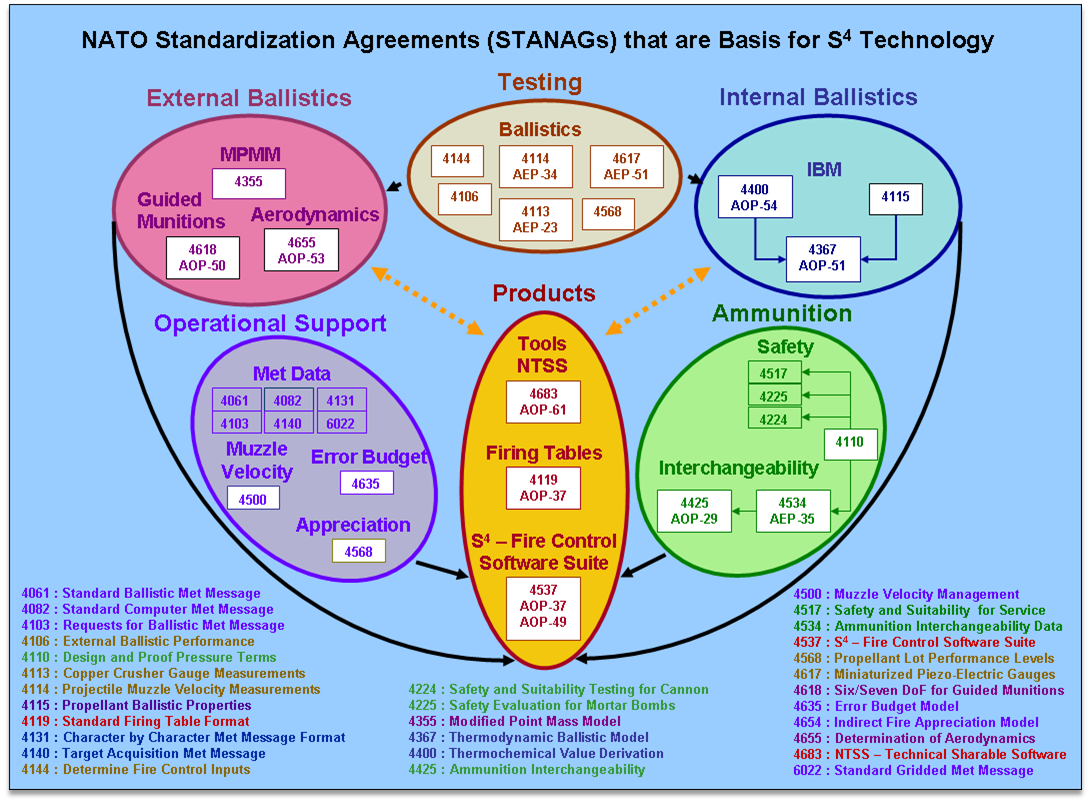
Esquema de la STANAG

En la OTAN un Standardization Agreement (STANAG, en español "Acuerdo de Normalización") define procesos, procedimientos, términos y condiciones de equipamiento o procedimientos y técnicas militares comunes entre los países miembros de la alianza. Cada estado de la OTAN ratifica un STANAG y lo implementa con sus propias fuerzas armadas. La propuesta provee procedimientos administrativos y operacionales y logística comunes, de tal forma que las FFAA de una nación miembro pueden usar los almacenes y el apoyo de otro miembro. Las STANAG también proveen las bases para la interoperabilidad de una amplia variedad de sistemas de comunicación e información, esenciales para las operaciones de la OTAN y sus aliados.
Las STANAG son publicadas en inglés y francés, las dos lenguas oficiales de la OTAN, por la Agencia de Normalización de la OTAN en Bruselas.
Cientos de los acuerdos de normalización (el total actual es de poco menos de 1300) son para los calibres de las armas portátiles, las marcas de los mapas, procedimientos de comunicaciones y la clasificación de los puentes.